# Егорова, Галина Владимировна
Галина Викторовна Егорова  (по мужу — Сайкина; род. 5 августа 1983) — российская спортсменка, бегунья на средние и длинные дистанции, победительница и призёр чемпионатов России по лёгкой атлетике и горному бегу, мастер спорта международного класса.

## Биография
Воспитанница тольяттинской СДЮСШОР № 3. Тренировалась у Владимира Матрина, позднее перешла к Владимиру Тимофееву.
Работает инструктором по спорту в частной охранной организации, преподавая общефизическую подготовку и обучая бегу по пересечённой местности. Окончила Тольяттинский государственный университет по специальности преподаватель физкультуры.
В 2017 году после рождения дочери и второго декретного отпуска Галина вернулась к соревнованиям и снова добилась успеха, став чемпионкой России.

## Личные результаты

### Международные
| Год  | Соревнования                                              | Место проведения    | Место      |
| ---- | --------------------------------------------------------- | ------------------- | ---------- |
| 2002 | Чемпионат Европы по кроссу. Юниоры. Командное первенство. | Медулин, Хорватия   | 1          |
| 2002 | Чемпионат Европы по кроссу. Юниоры                        | Медулин, Хорватия   | 2          |
| 2005 | Чемпионат Европы по кроссу                                | Тилбург, Нидерланды | 1          |
| 2011 | Чемпионат Европы по горному бегу                          | Бурса, Турция       | 02 ! [ 6 ] |

### Национальные
| Год  | Соревнования                                    | Дисциплина                  | Место проведения | Место      | Результат |
| ---- | ----------------------------------------------- | --------------------------- | ---------------- | ---------- | --------- |
| 2002 | Чемпионат России по лёгкой атлетике             | Кросс                       | Жуковский        | 3          |           |
| 2006 | Чемпионат России по лёгкой атлетике             | 3000 м с препятствиями      | Чебоксары        | 2          | 10.02,42  |
| 2007 | Чемпионат России по лёгкой атлетике в помещении | 5000 м                      | Волгоград        | 1          | 15:54.65  |
| 2007 | Чемпионат России по лёгкой атлетике             | 5000 м                      | Тула             | 8          | 15:45.35  |
| 2008 | Чемпионат России по лёгкой атлетике в помещении | 5000 м                      | Москва           | 2          | 15:39.15  |
| 2009 | Чемпионат России по лёгкой атлетике в помещении | 5000 м                      | Москва           | 03 ! [ 7 ] | 16:00.66  |
| 2010 | Чемпионат России по лёгкой атлетике в помещении | 5000 м                      | Москва           | 11         | 16:16.56  |
| 2010 | Чемпионат России по горному бегу                | вверх-вниз                  | Дебесы           | 1          | [ 8 ]     |
| 2013 | Командный чемпионат России по горному бегу      | вверх-вниз. Личный зачёт    | Подолино         | 1          | [ 9 ]     |
| 2013 | Командный чемпионат России по горному бегу      | вверх-вниз. Командный зачёт | Подолино         | 2          | [ 5 ]     |
| 2017 | Чемпионат России по горному бегу                | вверх-вниз                  | Йошкар-Ола       | 1          | [ 3 ]     |